# Restaurant Empire
Restaurant Empire è un videogioco manageriale per PC, pubblicato nel 2003 da Enlight Software. Lo scopo del gioco è quello di gestire (e far prosperare) un ristorante. Appartiene alla categoria dei videogiochi di tipo strategico-gestionale come Zoo Tycoon o Casino Tycoon.

## Modalità di gioco
Scopo del gioco è quello di espandere il proprio dominio nella gestione di ristoranti, arrivando ad amministrarli in 3 diverse capitali, con 30 capo cuochi da guidare e una disponibilità di oltre 200 ricette.
La grafica e il reparto costruttivo sono molto simili al gioco The Sims, mentre la parte gestionale si avvicina a giochi come RollerCoaster Tycoon o Zoo Tycoon.
Si controllerà all'inizio uno chef, al quale con il passare del tempo dovrà essere necessario insegnare la preparazione di diversi piatti, dai primi fino al dessert.
Il lato manageriale si articola in diverse fasi. Le principali riguardano l'assunzione di personale e il loro, la scelta dei fornitori per il ristorante, la pubblicità dei propri locali, il training dei vostri camerieri (che dovranno essere educati con i clienti) e la costruzione vera e propria del locale. Quest'ultima è quasi identica al tool di costruzione già visto in The Sims; si avrà infatti una vasta gamma di oggetti d'arredamento, sedie, tavoli, diversi colori per le pareti e le mattonelle e gli accessori per i bagni e la cucina.